# Trinix
Trinix est un groupe de musique électronique français originaire de Lyon dans le Rhône, composé de Josh Chergui et de Lois Serre.

## Biographie
Dès l'enfance, ils se passionnent pour la musique et pratiquent différents instruments tels que le piano, la batterie et la guitare. Leur notoriété décolle à la fin des années 2010 à l'aide des réseaux sociaux et plateformes de streaming,.
Depuis 2016, ils parcourent les scènes de plusieurs festivals français, comme Garorock en 2017, et se produisent également à l’étranger dont aux États-Unis). Vers cette période, ils enregistrent un EP.
En 2018, ils sortent l'album de 20 titres Mayday enregistré en partie à Los Angeles, et distribué par label Sony Music.
En 2020, le DJ hollandais Armin van Buuren fait appel au duo pour un remix de son titre Make It Right (Remix Trinix) [avec Angel Taylor].
Durant le premier confinement, ils s'isolent à la montagne et composent alors plusieurs dizaines de morceaux de leur futur album. Le 16 avril 2021 ils sortent l'album Altitude composé des 13 morceaux retenus. Disque auto-produit, le duo se charge de toutes les étapes de la production à la distribution. Le single She Said est publié dans la foulée puis Born to Dance. 
Premier Olympia le 23 mars 2023 affiche complet. En 2023, deux nominations aux NRJ Music Awards dans les catégories Groupe/Duo Francophone de l’Année et Reprise/Adaptation avec le titre The Magic Key concocté avec One-T.
En 2023, relecture du premier tube Locked Up du chanteur RnB américano-sénégalais Akon entre le DJ Nippo-Américain Steve Aoki, Trinix et Akon.
En 2024, relecture du tube Avec classe, une collaboration entre Corneille, Aya Nakamura et le duo ; le clip vidéo a été tournée à l'Hôtel Rochechouart de Paris, au cœur du quartier Montmartre.
En juillet 2024, le duo compte 5,7 millions d’abonnés sur TikTok boosté par les 40 millions d'écoutes sur Spotify de leur titre Beautiful Day(Thank you for the Sunshine) remix du chant à Capella du jeune écolier jamaïcain Rushawn (chanson originale du jamaïcain Jermaine Edwards) . She Said (reprise de Big Jet Plane du groupe Australien Angus & Julia Stone avec la chanteuse Queen D) est leur plus gros succès sur les plateformes de streaming avec plus de 100 millions de streams sur Spotify en 2024, leur titre Emorio (en collaboration avec la chanteuse brésilienne Fafá de Belém) s'identifie plus à leur groupe et qui est avec leur titre Magic Key avec One-T, leur deux tubes radio. Compilant en 2024 plus de 350 millions d’écoutes sur les plateformes de streams et réseaux, il se produit en 2024  à l'un des plus connus des festivals de musique électronique du monde, Tomorrowland. Fin 2024, leur compte Instagram compte 1,8 million d'abonnés.
Premier Zenith de Paris le 1er mars 2025.

## Récompenses et nominations
NRJ Music Awards:
- 2023: nomination dans la catégorie: Groupe/Duo Francophone de l’Année[16]
- 2023: nomination dans la catégorie: Reprise/Adaptation  avec le titre The Magic Key concocté avec One-T[16]

## Discographie

### Albums studio
- 2014 : Exit
- 2015 : Own
- 2018 : Mayday
- 2021 : Altitude

### EP
- 2015 : Alone
- 2016 : Shade
- 2017 : Hide